# HD 97048
HD 97048 o CU Cha és una estrella jove amb un disc de pols que encara no ha entrat en fase de formació de planetes.